# Gérard Lamps
Gérard Lamps (* 2. Februar 1948 in Amiens) ist ein französischer Tontechniker.

## Leben
Lamps besuchte bis 1966 das Lycée Technique De La Société Industrielle in Amiens und studierte anschließend bis 1968 an der École Louis-Lumière Tontechnik.  Er kam Anfang der 1970er-Jahre zum Film und arbeitete erstmals als Tonmischassistent an Alain Périssons Le monde était plein de couleurs mit. Seither war er in über 250 Filmen als Tonmischer und Tontechniker tätig. Zu seinen Filmen gehören unter anderem Am Rande der Nacht (1983), Jean de Florette (1986), A Man in Love (1987), Die Liebenden von Pont-Neuf (1991), Léon – Der Profi (1994) und The Artist (2011). Für The Artist wurde er 2012 für einen British Academy Film Award in der Kategorie Bester Ton nominiert. Bei 19 Nominierungen konnte er seit 1983 zudem sieben Mal einen César gewinnen.

## Filmografie (Auswahl)
- 1973: Le monde était plein de couleurs
- 1982: Du kannst mich mal (Pour cent briques t’as plus rien)
- 1982: Ein Zimmer in der Stadt (Une chambre en ville)
- 1982: Worte kommen meist zu spät (Hécate)
- 1983: Die Tragödie der Carmen (La tragédie de Carmen)
- 1983: Am Rande der Nacht (Tchao pantin)
- 1984: Auf der Spur des Leoparden (Le léopard)
- 1984: Theater der Liebe (L’amour par terre)
- 1985: Blanche und Marie (Blanche et Marie)
- 1985: Streng persönlich (Strictement personnel)
- 1985: Subway
- 1985: Drei Männer und ein Baby (3 hommes et un couffin)
- 1985: Das freche Mädchen (L’effrontée)
- 1986: Die tödliche Grenze (Les longs manteaux)
- 1986: Jean de Florette (Jean de Florette)
- 1986: Lebenswut (Désordre)
- 1986: Manons Rache (Manon des sources)
- 1986: Der sechste Tag (Al-yawm al-Sadis)
- 1987: Der unwiderstehliche Charme des Geldes (Association de malfaiteurs)
- 1987: A Man in Love (Un homme amoureux)
- 1987: Verzehrende Flamme (Buisson ardent)
- 1987: Die Passion der Beatrice (La passion Béatrice)
- 1988: Der gelbe Revolver (Jaune revolver)
- 1988: Im Rausch der Tiefe (Le grand bleu)
- 1988: Der große Blonde auf Freiersfüßen (À gauche en sortant de l’ascenseur)
- 1988: Die kleine Diebin (La petite voleuse)
- 1989: Milch und Schokolade (Romuald et Juliette)
- 1989: Nächtliches Indien (Nocturne indien)
- 1989: Sehnsucht nach Australien (Australia)
- 1989: Das Leben und nichts anderes (La Vie et rien d’autre)
- 1990: Nikita
- 1990: Die Hure des Königs (La putain du roi)
- 1991: Die siebente Saite (Tous les matins du monde)
- 1991: Die Liebenden von Pont-Neuf (Les amants du Pont-Neuf)
- 1993: Smoking / No Smoking
- 1994: D’Artagnans Tochter (La fille de d’Artagnan)
- 1994: Die Auferstehung des Colonel Chabert (Le colonel Chabert)
- 1994: Léon – Der Profi (Léon)
- 1995: Der Lockvogel (L’appât)
- 1996: Eine Couch in New York (Un divan à New York)
- 1996: Hauptmann Conan und die Wölfe des Krieges (Capitaine Conan)
- 1997: Lucie Aubrac
- 1999: Schöne Venus (Vénus beauté (institut))
- 1999: Es beginnt heute (Ça commence aujourd’hui)
- 1999: La débandade
- 2000: Harry meint es gut mit dir (Harry, un ami qui vous veut du bien)
- 2000: Die Stadt frisst ihre Kinder (La ville est tranquille)
- 2003: Mit Staunen und Zittern (Stupeur et tremblements)
- 2003: Monsieur Ibrahim und die Blumen des Koran (Monsieur Ibrahim et les fleurs du Coran)
- 2003: Ruby & Quentin – Der Killer und die Klette (Tais-toi!)
- 2005: Sie sind ein schöner Mann (Je vous trouve très beau)
- 2005: Die Reise der Pinguine (La marche de l’empereur)
- 2006: In flagranti – Wohin mit der Geliebten? (La doublure)
- 2006: OSS 117 – Der Spion, der sich liebte (OSS 117: Le Caire, nid d’espions)
- 2006: Kein Sterbenswort (Ne le dis à personne)
- 2006: Herzen (Cœurs)
- 2007: Zusammen ist man weniger allein (Ensemble, c’est tout)
- 2007: Le deuxième souffle
- 2009: OSS 117 – Er selbst ist sich genug (OSS 117: Rio ne répond plus)
- 2009: Vorsicht Sehnsucht (Les herbes folles)
- 2011: The Artist

## Auszeichnungen (Auswahl)
- 1983: César-Nominierung, Bester Ton, für Ein Zimmer in der Stadt
- 1984: César, Bester Ton, für Am Rande der Nacht
- 1986: César, Bester Ton, für Subway
- 1986: César-Nominierung, Bester Ton, für Das freche Mädchen
- 1988: César-Nominierung, Bester Ton, für Leidenschaftliche Begegnung
- 1989: César, Bester Ton, für Im Rausch der Tiefe
- 1990: César-Nominierung, Bester Ton, für Das Leben und nichts anderes
- 1991: César-Nominierung, Bester Ton, für Nikita
- 1992: César, Bester Ton, für Die siebente Saite
- 1993: César-Nominierung, Bester Ton, für L’accompagnatrice
- 1994: César-Nominierung, Bester Ton, für Smoking / No Smoking
- 1995: César-Nominierung, Bester Ton, für Léon – Der Profi
- 1997: César-Nominierung, Bester Ton, für Hauptmann Conan und die Wölfe des Krieges
- 1998: César-Nominierung, Bester Ton, für Le Cousin – Gefährliches Wissen
- 2001: César, Bester Ton, für Harry meint es gut mit dir
- 2004: César, Bester Ton, für Nicht auf den Mund
- 2006: César, Bester Ton, für Die Reise der Pinguine
- 2007: César-Nominierung, Bester Ton, für Kein Sterbenswort
- 2007: César-Nominierung, Bester Ton, für Herzen
- 2012: BAFTA-Nominierung, Bester Ton, für The Artist